# 나카무사시촌
나카무사시촌(中武蔵村)은 오이타현 히가시쿠니사키군에 있던 촌이다. 현재의 구니사키시의 일부에 해당한다.